# Карломан (король Баварії)
Карломан (нім. Karlmann, фр. Carloman; 830 — 22 вересня 880, Альтеттінг, Баварія) — король Баварії (з 876) і Італії (з 877) з династії Каролінгів.

## Біографія
Карломан був старшим сином Людовика II Німецького, короля Східного Франкського королівства (Німеччини), і Емми Баварської, дочки Вельфа I, графа Альтдорфа. 861 року Карломан підняв повстання проти свого батька, а в 863 до нового заколоту Карломана приєдналися і його молодші брати Людовик III Молодший та Карл III Товстий. У 865 Людовик Німецький був змушений поступитися Баварією Карломану, а в наступному році він передав Саксонію Людовику Молодшому, а Швабію Карлу Товстому. Пізніше Карломан примирився зі своїм батьком, і вони разом боролися за імперську корону з імператором Людовиком II, правда невдало.
Після смерті батька в 876 році Німеччина була розділена між Карломаном і його братами. У 877 помер король Західного Франкського королівства та імператор Заходу Карл II Лисий, що дало змогу синам Людовика Німецького пред'явити претензії на його спадщину. Карломан отримав корону Італії, а його молодший брат Карл III Товстий став імператором. Але вже в 879 Карломана розбив параліч, і передчуваючи смерть, він вирішив розділити свої володіння. Людовик Молодший отримав Баварію, а Карл Товстий — Італію. Карломан не перебував у шлюбі й не мав законних дітей, однак від якоїсь Ліутсвінди у нього був незаконнонароджений син Арнульф, якому він заповів Каринтію. Карломан помер 22 вересня 880 в Альтеттінгу, похований у монастирській церкві.